# جورج شومان (ملحن)
جورج شومان (بالألمانية: Georg Schumann)‏ هو ملحن ألماني، ولد في 25 أكتوبر 1866 في كونيغشتاين في ألمانيا، وتوفي في 23 مايو 1952 في برلين في ألمانيا.

## وصلات خارجية
- جورج شومان على موقع أوليمبيديا (الإنجليزية)

- جورج شومان على موقع مونزينجر (الألمانية)
- جورج شومان على موقع ميوزك برينز (الإنجليزية)